# Châteauvieux, Loir-et-Cher

Châteauvieux este o comună în departamentul Loir-et-Cher, Franța. În 1 ianuarie 2022 avea o populație de 524 de locuitori.